# Enzymatische Bräunung

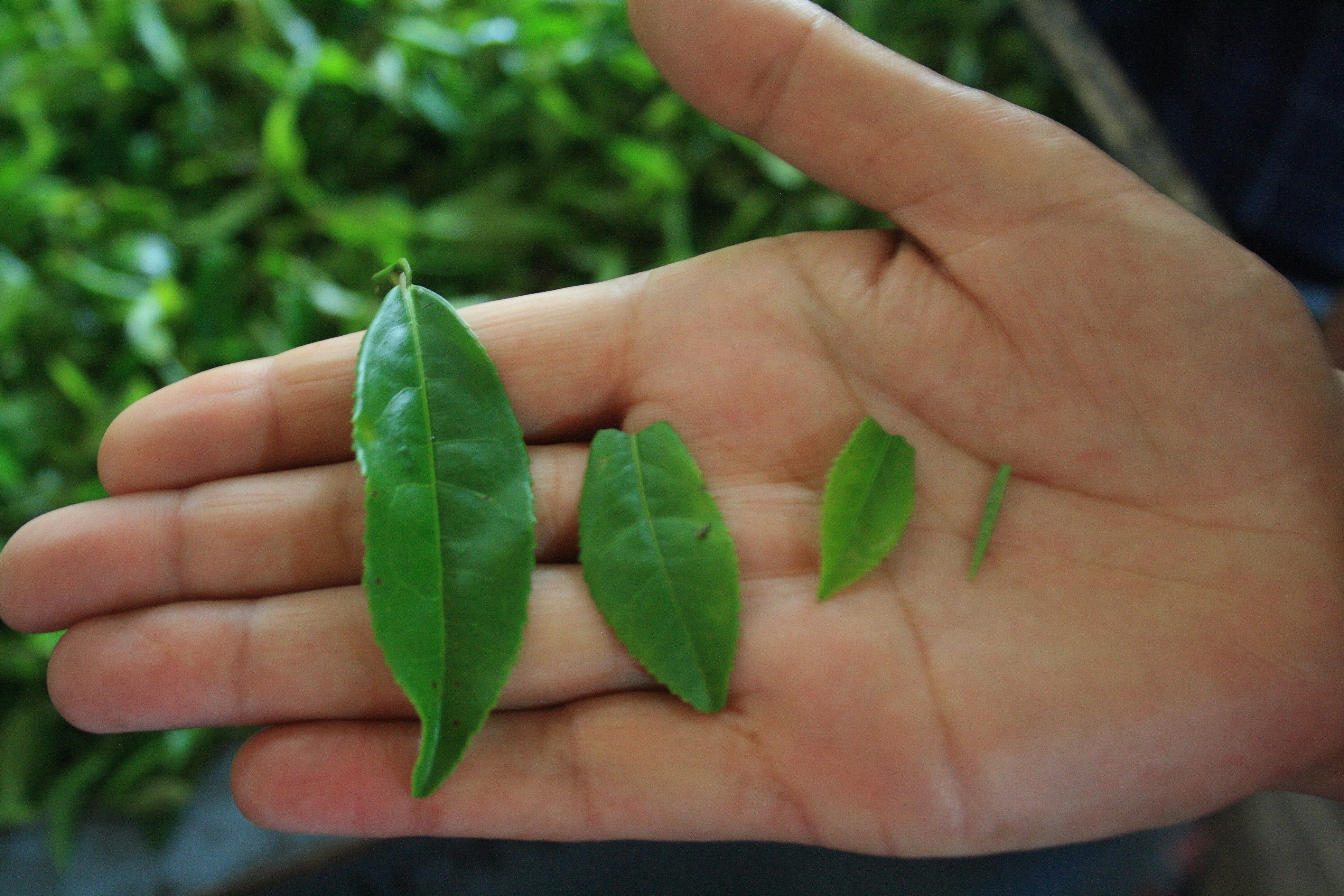
Frische grüne Teeblätter unterschiedlicher Größe.

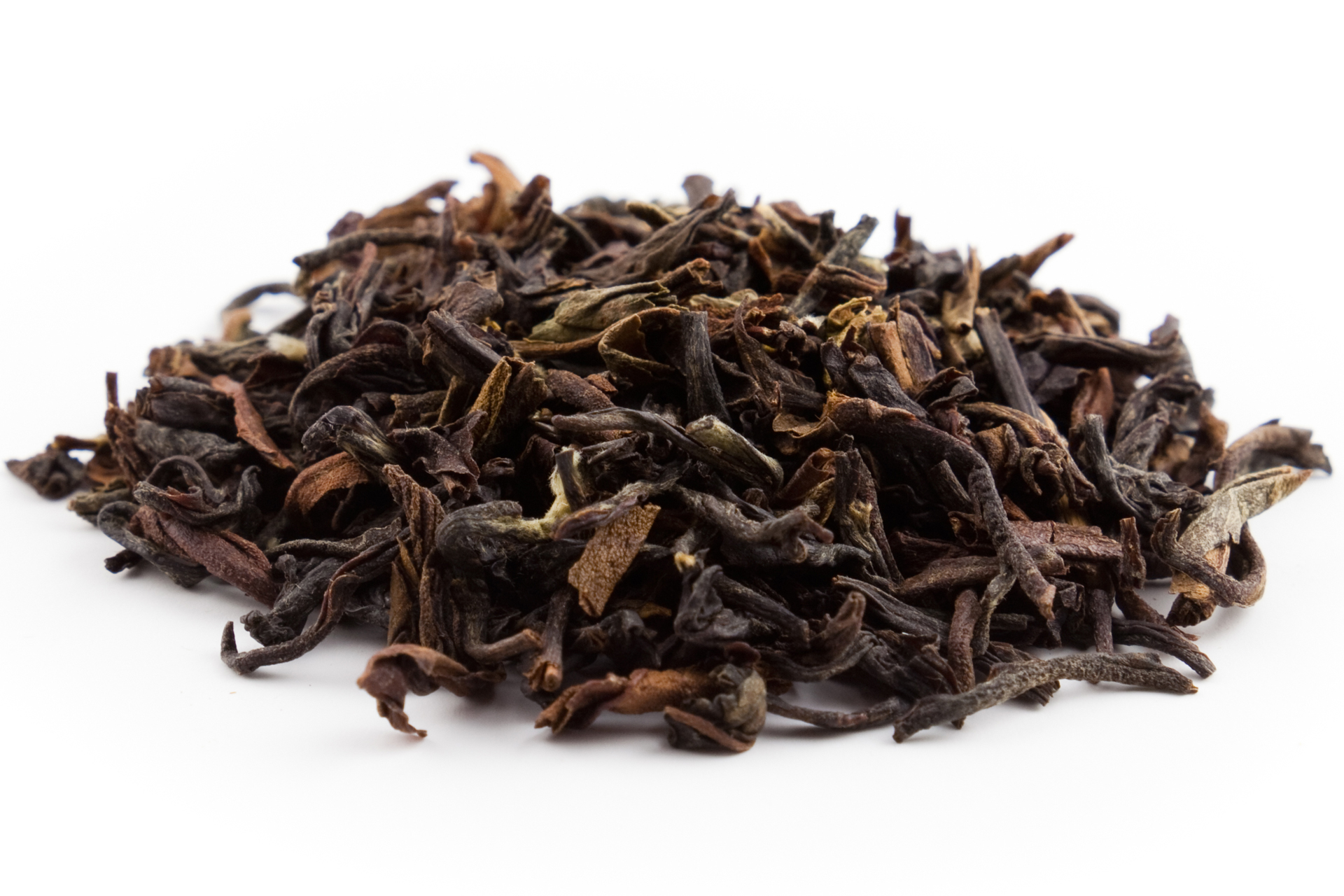
Fermentierter Tee (Darjeeling)

Die enzymatische Bräunung ist eine durch Enzyme vermittelte Bräunung, die in verschiedenen Lebensmitteln abläuft.
Durch Eindringen von Luftsauerstoff in eine Pflanzenzelle können pflanzliche Diphenole von der Polyphenoloxidase zu braunen Chinonen umgesetzt werden, womit die Pflanze gleichzeitig Mikroorganismen abwehrt. Daneben werden Chinone durch die Laccase gebildet. Der Einfluss von Enzymen unterscheidet diese Art der Bräunung von der Maillard-Reaktion, bei der andere chemische Vorgänge ohne Enzymbeteiligung ablaufen. Die Verfärbung kann zwar unappetitlich aussehen, ist gesundheitlich jedoch nicht bedenklich. In Anwesenheit von Antioxidantien wie Ascorbinsäure wird aufgrund der Minderung der Sauerstoffkonzentration die enzymatische Bräunung verlangsamt.
Erwünscht ist die enzymatische Bräunung bei der Fermentation von Tee und Kakao. Die dunkle Farbe und der Geschmack entstehen durch die Oxidation der ursprünglich enthaltenen Catechine.